# Raymonde Dury

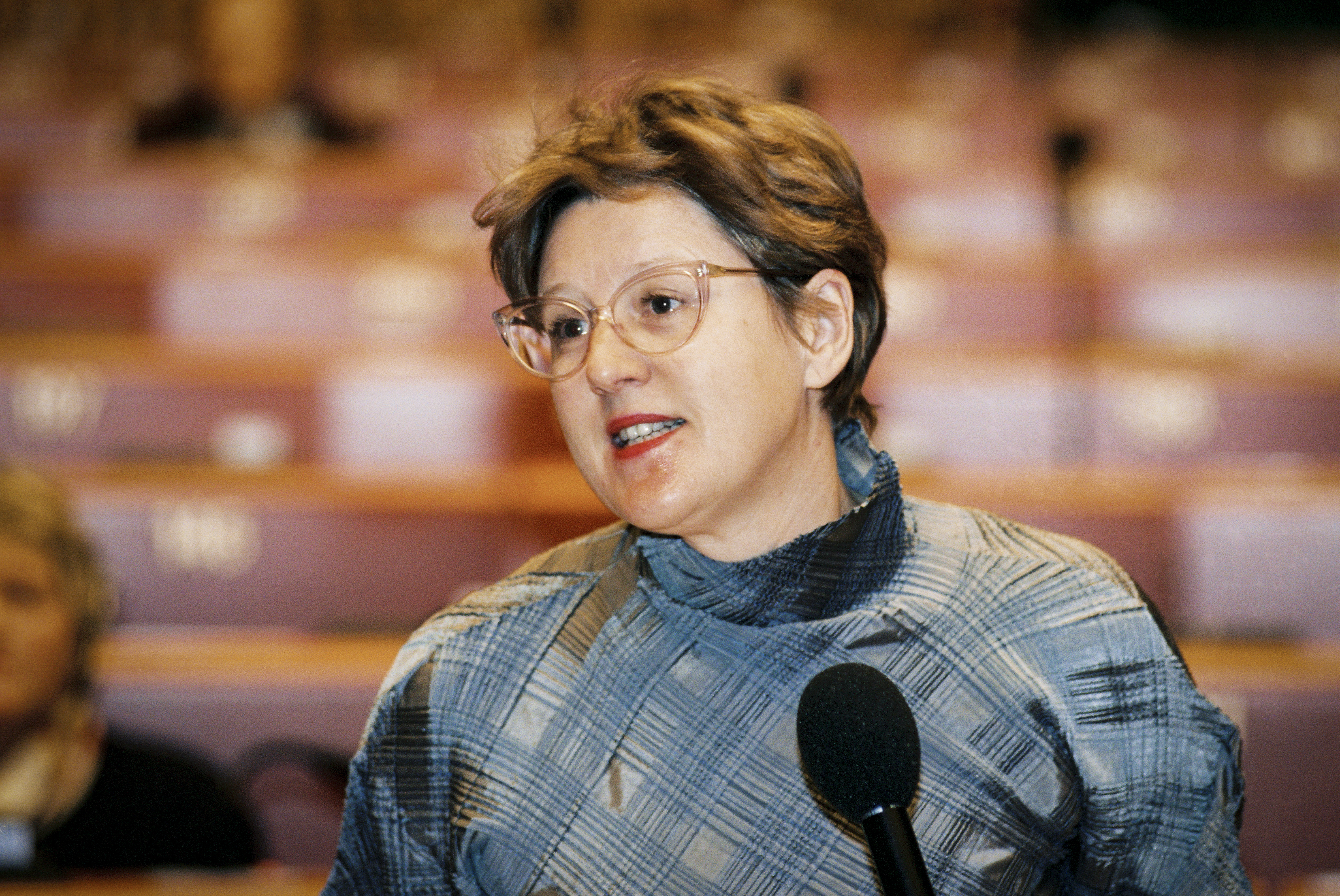
Raymonde Dury (1996)

Raymonde Dury (Haine-Saint-Paul, 22 juli 1947) is een voormalig Belgisch politica voor de PS.

## Levensloop
Als licentiaat in de sociale wetenschappen aan de ULB werd Dury als socioloog werkzaam bij de Socialistische Vooruitziende Vrouwen. Van 1976 tot 1982 was ze tevens persattaché van de Socialistische Fractie van het Europees Parlement. Daarnaast werd ze ook wetenschappelijk adviseur aan het Instituut voor Sociologie aan de ULB en administrateur van het Nationaal Centrum voor Ontwikkelingssamenwerking.
Dury werd politiek actief voor de PS en was binnen de partij lid van de commissies Buitenlandse Zaken, Ontwikkelingssamenwerking en Vrouwen. Van 1982 tot 1998 zetelde ze voor de partij in het Europees Parlement ter opvolging van Fernand Delmotte en bovendien was ze van 1989 tot 1998 gemeenteraadslid van Jette.
In maart 1998 verliet Dury de nationale politiek om gouverneur te worden van het arrondissement Brussel-Hoofdstad. In november van hetzelfde jaar nam ze echter ontslag, waarna ze als verzekeringsmakelaar ging werken bevoegd voor internationale relaties.